# Dia do Trabalhador
O Dia do Trabalhador, Dia Internacional do Trabalhador ou Primeiro de Maio é uma data comemorativa internacional, dedicada aos trabalhadores, celebrada anualmente no dia 1 de maio em quase todos os países do mundo, sendo feriado em muitos deles.
A homenagem remonta ao dia 1 de maio de 1886, quando uma greve foi iniciada na cidade norte-americana de Chicago com o objetivo de conquistar melhores condições de trabalho, principalmente a redução da jornada de trabalho diária, que chegava a 17 horas, para oito horas. Durante a manifestação houve confrontos com a polícia, o que resultou em prisões e mortes de trabalhadores. Este acontecimento serviria de inspiração para muitas outras manifestações que se seguiriam. Estas lutas operárias culminaram numa série de direitos, previstos em leis e sancionados por constituições.
No período entreguerras, a duração máxima da jornada de trabalho foi fixada em oito horas, na maior parte dos países industrializados.
No calendário litúrgico, o dia celebra a memória de São José Operário, o santo padroeiro dos trabalhadores.

## História

### Origens operárias e anarquistas
Nos Estados Unidos, durante o congresso de 1884, os sindicatos estabeleceram o prazo de dois anos para conseguir impor aos empregadores a limitação da jornada de trabalho para oito horas. Eles iniciaram a campanha em 1 de maio, quando muitas empresas começavam o seu ano contábil, os contratos de trabalho terminavam e os trabalhadores buscavam outros empregos. Estimulada pelos anarquistas, a adesão à greve geral de 1 de maio de 1886 foi ampla, envolvendo cerca de 340 000 trabalhadores em todo o país.
Em Chicago, a greve atingiu várias empresas. No dia 3 de maio, durante uma manifestação, grevistas da fábrica McCormick sairam em perseguição dos indivíduos contratados pela empresa para furar a greve. São recebidos pelos detetives da agência  Pinkerton e policias armados de espingardas. O confronto resultou em três trabalhadores mortos. No dia seguinte, realizou-se uma marcha de protesto e, à noite, após a multidão se ter dispersado na Haymarket Square, restaram cerca de duzentos manifestantes e o mesmo número de policiais. Foi quando uma bomba explodiu perto dos policiais, matando um deles. Sete outros foram mortos no confronto que se seguiu.

Em consequência desses eventos, os sindicalistas anarquistas Albert Parsons, Adolph Fischer, George Engel, August Spies e Louis Lingg, foram condenados à forca, apesar da inexistência de provas. Louis Lingg cometeu suicídio na prisão, ingerindo uma cápsula explosiva. Os outros quatro foram enforcados em 11 de novembro de 1887, dia que ficou conhecido como Black Friday. Três outros foram condenados à prisão perpétua. Em 1893 eles foram inocentados e reabilitados pelo governador de Illinois, que confirmou ter sido o chefe da polícia quem organizara tudo, inclusive encomendando o atentado para justificar a repressão que viria a seguir.

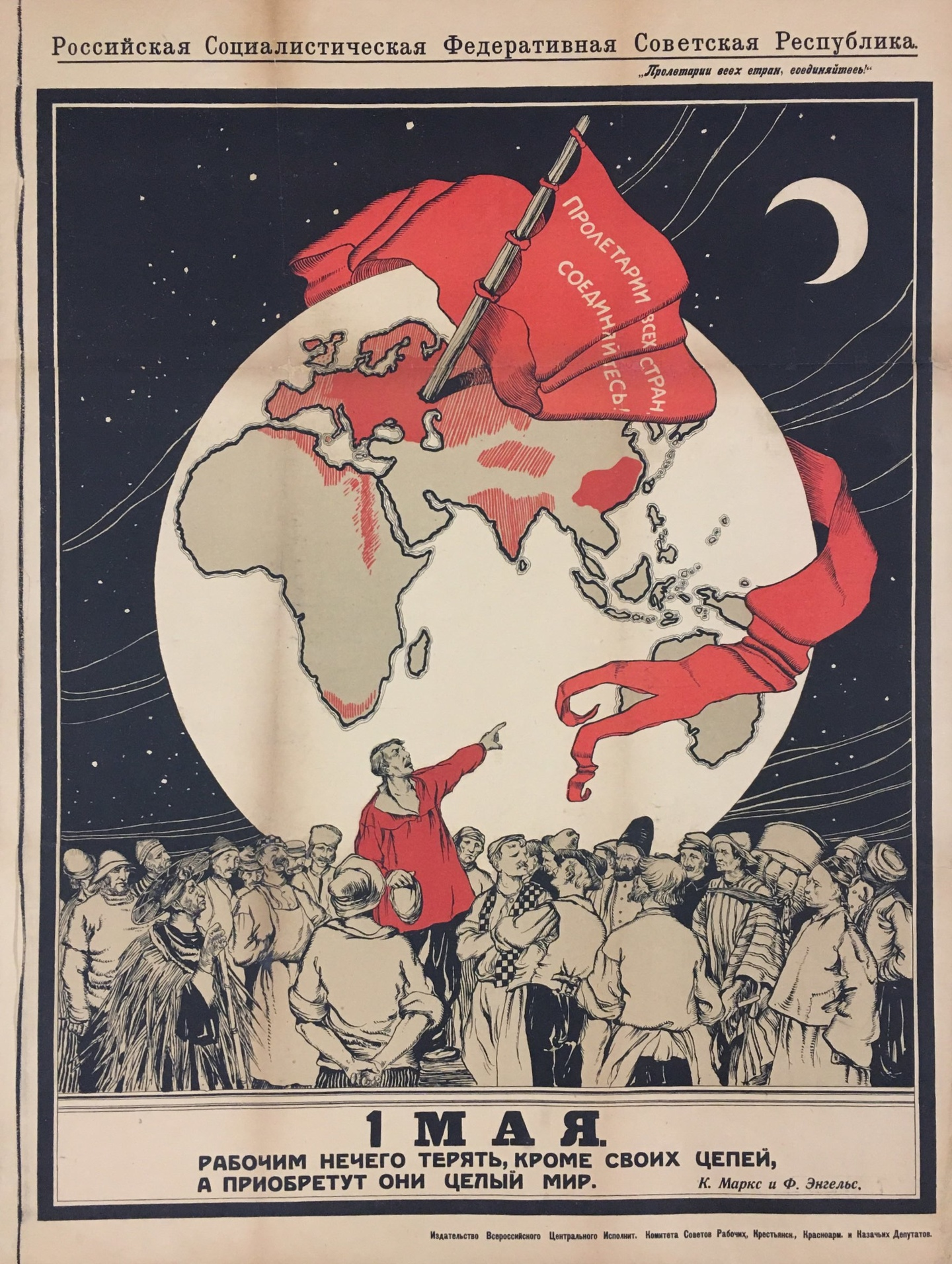
Cartaz russo, alusivo ao dia 1.º de maio: Trabalhadores não têm nada a perder, a não ser suas correntes … (1919).

No dia 20 de junho de 1889, a segunda Internacional Socialista, reunida em Paris, decidiu convocar anualmente uma manifestação, com o objetivo de lutar pela jornada de 8 horas de trabalho. A data escolhida foi o primeiro dia de maio, como homenagem às lutas sindicais de Chicago. Em 1 de maio de 1891, uma manifestação no norte de França foi dispersada pela polícia, resultando na morte de dez manifestantes. Esse novo drama serviu para reforçar o significado da data como um dia de luta dos trabalhadores. Meses depois, a Internacional Socialista de Bruxelas proclamou a data como dia internacional de reivindicação de condições laborais.
Em 23 de abril de 1919, o senado francês ratificou a jornada de 8 horas e proclamou feriado o dia 1 de maio daquele ano. Em 1920, a então União Soviética adotou o Primeiro de Maio como feriado nacional, sendo seguida por alguns países.
As lutas e manifestações russas inspiraram artistas de todo o mundo que tinham o socialismo como ideologia. Dentre eles destaca-se o artista mexicano Diego Rivera, o qual conseguiu expressar sua admiração ao passado da luta dos trabalhadores em uma de suas obras que retrata a Manifestação de Primeiro de Maio em Moscou., finalizada em 1956.
Até hoje, o governo dos Estados Unidos se nega a reconhecer a data como o Dia do Trabalhador. Em 1890, a luta dos trabalhadores norte-americanos fez com que o Congresso aprovasse a redução da jornada de trabalho, de 16 horas para 8 horas diárias.

### Dia do Trabalhador em Portugal

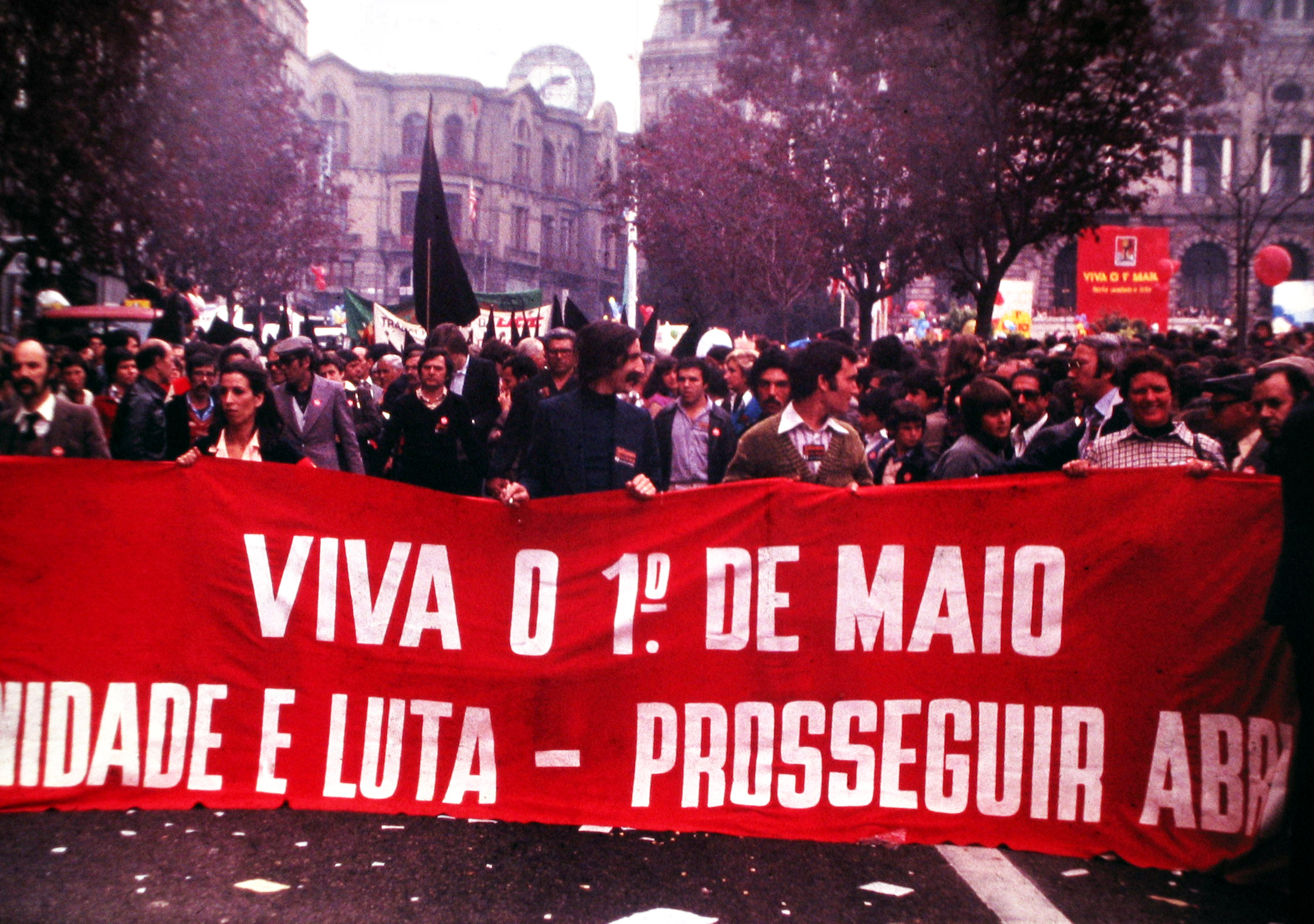
1.º de maio de 1980, na cidade do Porto

Em Portugal o Dia do Trabalhador é celebrado desde 1890. Durante a ditadura do Estado Novo, a comemoração era violentamente reprimida pela polícia. Só a partir de maio de 1974, após a Revolução dos Cravos, é que se voltou a comemorar livremente o Primeiro de Maio, que passou a ser feriado.
O Dia Mundial do Trabalhador é comemorado em todo o país, com manifestações, comícios e festas de carácter reivindicativo, promovidos pela central sindical CGTP-IN (Confederação Geral dos Trabalhadores Portugueses – Intersindical) nas principais cidades de Lisboa e Porto, assim como pela central sindical UGT (União Geral dos Trabalhadores).
No Algarve, assim como na Madeira e nos Açores, é costume a população fazer piqueniques, e são organizadas algumas festas alusivas à data.

### Dia do Trabalhador no Brasil

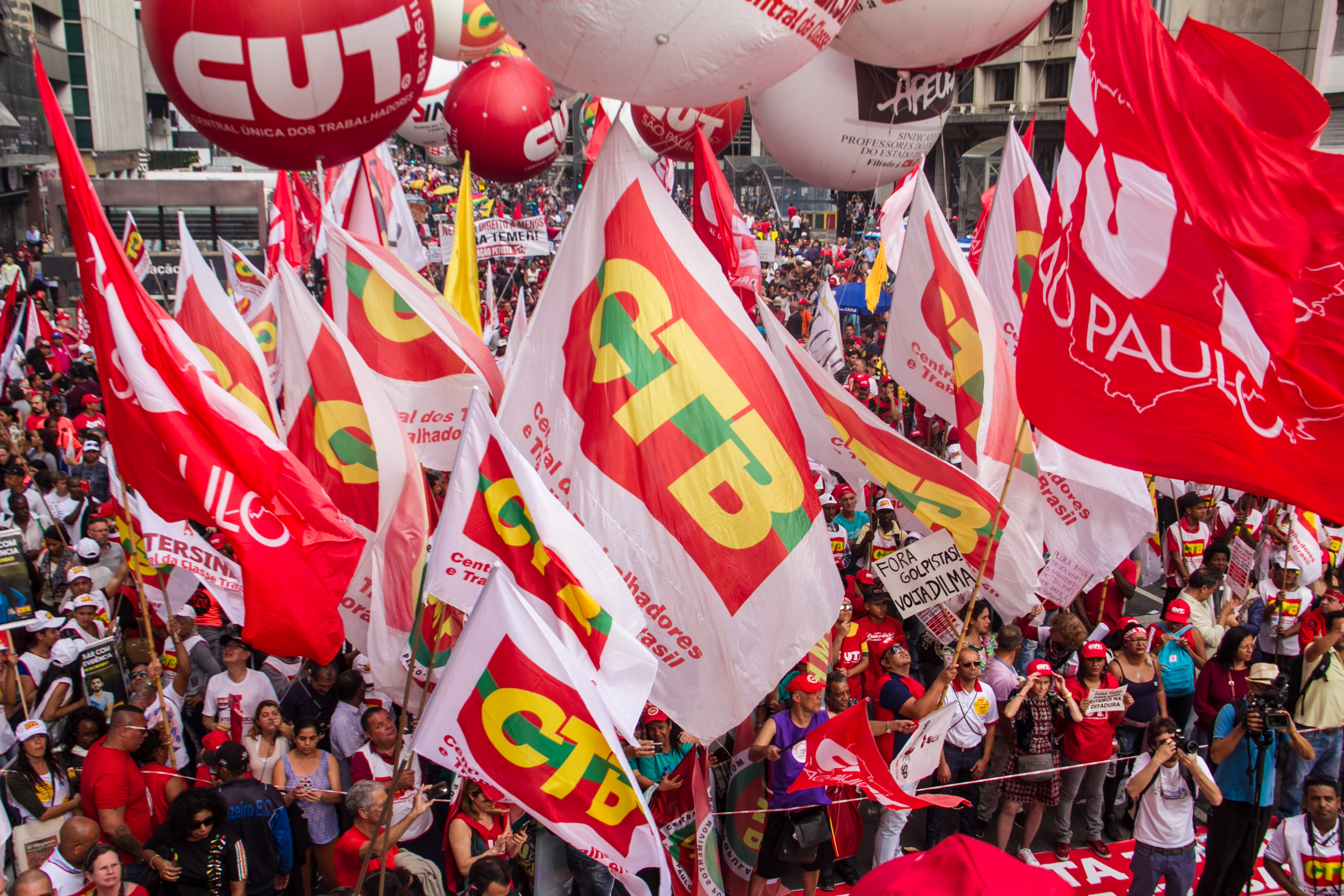
Passeata das centrais sindicais.
São Paulo, 1.º de maio de 2017.

Com a chegada de imigrantes europeus no Brasil, as ideias de luta pelos direitos dos trabalhadores vieram junto. Em 1917, houve uma Greve geral. Com o crescimento do operariado, o dia 1 de maio foi declarado feriado pelo presidente Artur Bernardes, em 1925.
Até o início da Era Vargas (1930–1945) certos tipos de agremiação dos trabalhadores fabris eram bastante comuns, embora não constituísse um grupo político muito forte, dada a incipiente industrialização do país. O movimento operário caracterizou-se, em um primeiro momento, teve influências do anarquismo e, mais tarde, do comunismo, mas com a chegada de Getúlio Vargas ao poder, essas influências foram gradativamente dissolvidas pelo chamado trabalhismo.
Até então, o Dia do Trabalhador era considerado, no âmbito dos movimentos anarquistas e comunistas, como um momento de luta, protesto e crítica às estruturas socioeconômicas do país. A propaganda trabalhista de Vargas, sutilmente, transformou um dia destinado a celebrar o trabalhador em Dia do Trabalho. Tal mudança, aparentemente superficial, alterou profundamente as atividades realizadas no 1 de maio. Até então marcado por piquetes e passeatas, o Dia do Trabalhador passou a ser comemorado com festas populares, desfiles e celebrações similares.
Aponta-se que o caráter massificador do Dia do Trabalhador, no Brasil, se expressa especialmente pelo antigo costume que os governos tinham de anunciar nesse dia o aumento anual do salário-mínimo. Outro ponto muito importante atribuído ao dia do trabalhador foi a criação da Consolidação das Leis do Trabalho – CLT, em 1 de maio de 1943.
A defesa dos direitos dos trabalhadores sempre esteve sob a luz das organizações de trabalhadores e, consequentemente requer repensar o sentido das organizações sindicais e o que se pretende para o futuro da sociedade brasileira. Porém estes direitos sofrem alterações com o passar do tempo, em circunstâncias de pressões vindas de movimentos sociais organizados.

### Dia do Trabalhador em Moçambique
Durante o período colonial, até 1975, os moçambicanos estavam proibidos de celebrar o Dia do Trabalhador, em virtude da natureza repressiva do regime colonial português. No entanto, houve manifestações de trabalhadores moçambicanos, em particular em Lourenço Marques (atual Maputo), contra o modo de relações laborais existente naquele período.
Após a Independência Nacional, o Dia do Trabalhador é celebrado anualmente e, com o passar dos anos, com as reformas políticas, económicas e sociais que o país sofreu a partir de finais da década de 1980, registou-se um crescimento do movimento sindical em Moçambique. A primeira instituição sindical no país foi a Organização dos Trabalhadores Moçambicanos (OTM), que veio depois a impulsionar o surgimento de novos movimentos sindicais, cada vez mais específicos, de acordo com os setores de atividade.

### Dia do Trabalhador na Suécia

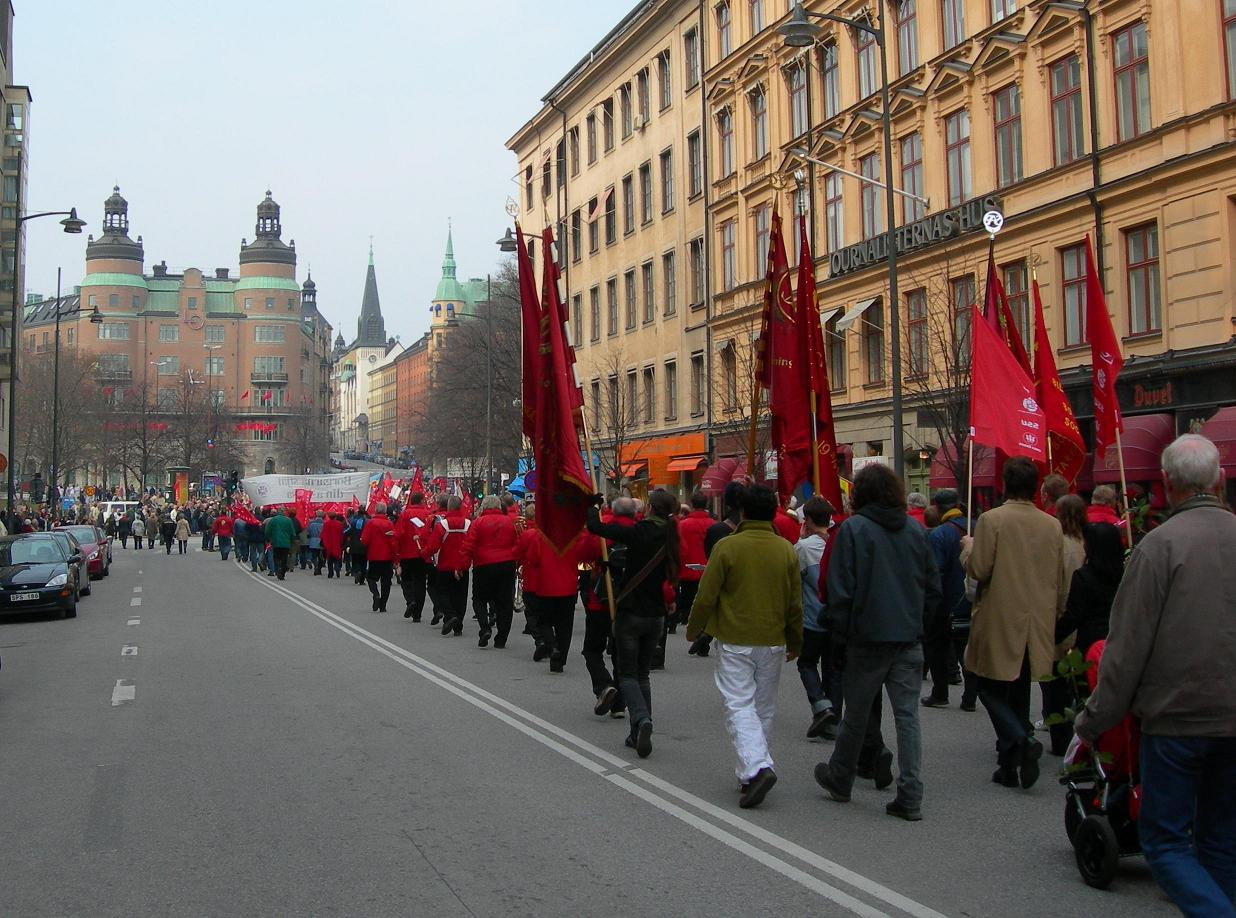
Manifestação social-democrata em 1 de maio em 2006, em Estocolmo

O dia foi comemorado na Suécia pela primeira vez em 1890, com manifestações e desfiles em 21 cidades.
Em Estocolmo marcharam 30 000 pessoas de Karlavägen até Hakberget, onde esperavam vinte mil outras pessoas.
Os cinquenta mil manifestantes escutaram então os discursos de vários líderes social-democratas e liberais, entre os quais August Palm e Hjalmar Branting.
Foi aprovada uma resolução exigindo o dia de trabalho de 8 horas.
É dia feriado desde 1939.

## Dia do Trabalhador no Mundo

Dia do Trabalhador cai ou pode cair no dia 1.º de maio
Outro feriado no dia 1.º de maio
Sem feriado no dia 1.º de maio, mas Dia do Trabalhador em outra data
Sem feriado no dia 1.º de maio e sem Dia do Trabalhador

Muitos países em todos os continentes celebram o dia 1.º de maio como Dia do Trabalhador, Dia do Trabalho, Dia Internacional do Trabalhador ou Dia 1° e Maio. Em países onde o dia 1 de maio não é feriado oficial, manifestações são organizadas nesta data, em defesa dos trabalhadores.
Alguns países celebram o Dia do Trabalhador em outras datas:
- Nova Zelândia celebra o Dia do Trabalho na quarta segunda-feira de outubro, em homenagem à luta dos trabalhadores locais, que levou à adoção da jornada diária de 8 horas diárias, antes da greve geral que resultou no massacre nos Estados Unidos;
- Na Austrália o Dia do Trabalho varia de acordo com a região;
- Estados Unidos e Canadá celebram o Dia do Trabalho na primeira segunda-feira de setembro. Alega-se que esta escolha nos Estados Unidos foi feita para evitar associar a festa do trabalho com o movimento socialista, então com alguma relevância no país.[16]